# Odette Nyiramilimo
Odette Nyiramilimo (née en 1956) est une médecin et sénatrice rwandaise. Elle a servi comme ministre d'État chargée des Affaires sociales dans le gouvernement de Paul Kagame de 2000 à 2003.

## Biographie
D'origine tutsi, elle est née en 1956 à Kinunu, dans la préfecture de Gisenyi. Elle est la dix-septième des dix-huit enfants de son père : sa mère est la deuxième épouse. Durant son enfance, plusieurs membres de sa famille sont tués dans les luttes politiques après l'indépendance rwandaise. Après cette enfance mouvementée, elle va à l'école médicale à Butare et devient médecin. Elle termine sa formation en 1981. 
Elle travaille à l’hôpital de Kibuye. Plus tard, elle épouse Jean-Baptiste Gasasira, hutu, lui aussi médecin. En 1991, Odette Nyiramilimo devient médecin pour la mission du Corps de la paix des Etats-Unis à Kigali. Deux ans plus tard, lorsque cette présence du Corps de la paix est suspendu au Rwanda, Odette Nyiramilimo et sa famille s’installent à Nairobi. Elle accepte de continuer à travailler  pour le Corps de la paix, dans une série d'affectations à court terme au Gabon, au Kenya et au Burundi. Lorsque ces affectations se terminent à leur tour , vers la fin de 1993, elle est dans un premier temps réticente à l'idée de revenir travailler à Kigali où ce Corps de la paix est de nouveau présent  mais se  laisse convaincre par Roméo Dallaire, responsable sur place de la Mission des Nations unies pour l'assistance au Rwanda (Minuar), qu’elle disposerait si nécessaire d’une protection. En 1994, lorsque le génocide commence et qu’elle et sa famille sont menacés, elle ne peut que constater l’impuissance du Corps de la paix et de la Minuar à protéger sa famille. Finalement, ils font partie des Rwandais qui se réfugient à l'hôtel des Mille Collines pendant le génocide et qui sont évacués par la Minuar.
Avec son mari, ils fondent  un lieu médical pour l’assistance à la procréation et pédiatrie à Kigali, qui s'appelle « Le Bon Samaritain ». Elle est également secrétaire d'Etat aux affaires sociales au début des années 2000, sénatrice et représentante du Rwanda à l’assemblée législative est-africaine (EALA) de 2007 à 2012, puis de 2012 à 2017.